# Đội hình tiêu biểu J.League
Đội hình tiêu biểu J League được hiểu là mười một cầu thủ xuất sắc nhất J League.

## J1 League(1993–nay)
| Mùa giải | Thủ môn (TM)                            | Hậu vệ (HV) | Tiền vệ (TV) | Tiền đạo (TĐ)                                                                                                  |
| -------- | --------------------------------------- | --- | --- | --- |
| 1993     | Shigetatsu Matsunaga (Yokohama Marinos) | Shunzo Ono (Kashima Antlers) Pereira (Verdy Kawasaki) Masami Ihara (Yokohama Marinos) Takumi Horiike (Shimizu S-Pulse)                                                       | Tetsuji Hashiratani (Verdy Kawasaki) Santos (Kashima) Yasuto Honda (Kashima Antlers) Ruy Ramos (Verdy Kawasaki)                                                      | Kazuyoshi Miura (Verdy Kawasaki) Ramón Díaz (Yokohama Marinos)                                                 |
| 1994     | Shinkichi Kikuchi (Verdy Kawasaki)      | Pereira (Verdy Kawasaki) Masami Ihara (Yokohama Marinos) Yoshihiro Natsuka (Bellmare Hiratsuka)                                                                              | Tsuyoshi Kitazawa (Verdy Kawasaki) Bismarck (Verdy Kawasaki) Tetsuji Hashiratani (Verdy Kawasaki) Betinho (Bellmare Hiratsuka) Ruy Ramos (Verdy Kawasaki)            | Nobuhiro Takeda (Verdy Kawasaki) Takuya Takagi (Sanfrecce Hiroshima)                                           |
| 1995     | Shinkichi Kikuchi (Verdy Kawasaki)      | Naoki Sōma (Kashima Antlers) Masami Ihara (Yokohama Marinos) Masaharu Suzuki (Yokohama Marinos) Guido Buchwald (Urawa Red Diamonds)                                          | Hiroaki Morishima (Cerezo Osaka) Bismarck (Verdy Kawasaki) Tetsuji Hashiratani (Verdy Kawasaki)                                                                      | Masahiro Fukuda (Urawa Red Diamonds)) Kazuyoshi Miura (Verdy Kawasaki) Dragan Stojković (Nagoya Grampus Eight) |
| 1996     | Seigo Narazaki (Yokohama Flugels)       | Naoki Sōma (Kashima Antlers) Masami Ihara (Yokohama Marinos) Guido Buchwald (Urawa Red Diamonds)                                                                             | Masakiyo Maezono (Yokohama Flugels) Motohiro Yamaguchi (Yokohama Flugels) Jorginho (Kashima Antlers) Hiroshi Nanami (Jubilo Iwata)                                   | Masayuki Okano (Urawa Red Diamonds)) Kazuyoshi Miura (Verdy Kawasaki) Dragan Stojković (Nagoya Grampus Eight)  |
| 1997     | Tomoaki Ōgami (Jubilo Iwata)            | Yutaka Akita (Kashima Antlers) Masami Ihara (Yokohama Marinos) Naoki Sōma (Kashima Antlers)                                                                                  | Hiroshi Nanami (Jubilo Iwata) Bismarck (Kashima Antlers) Motohiro Yamaguchi (Yokohama Flugels) Dunga (Jubilo Iwata) Hidetoshi Nakata (Bellmare Hiratsuka)            | Patrick Mboma (Gamba Osaka) Masashi Nakayama (Jubilo Iwata)                                                    |
| 1998     | Seigo Narazaki (Yokohama Flugels)       | Makoto Tanaka (Jubilo Iwata) Naoki Sōma (Kashima Antlers) Yutaka Akita (Kashima Antlers)                                                                                     | Shinji Ono (Urawa Red Diamonds) Toshiya Fujita (Jubilo Iwata) Hiroshi Nanami (Jubilo Iwata) Dunga (Jubilo Iwata) Daisuke Oku (Jubilo Iwata)                          | Atsushi Yanagisawa (Kashima Antlers) Masashi Nakayama (Jubilo Iwata)                                           |
| 1999     | Masanori Sanada (Shimizu S-Pulse)       | Toshihide Saito (Shimizu S-Pulse) Yuji Nakazawa (Verdy Kawasaki) Ryuzo Morioka (Shimizu S-Pulse)                                                                             | Takashi Fukunishi (Jubilo Iwata) Shunsuke Nakamura (Yokohama F. Marinos) Alex (Shimizu S-Pulse) Masaaki Sawanobori (Shimizu S-Pulse) Teruyoshi Ito (Shimizu S-Pulse) | Hwang Sun-Hong (Kashiwa Reysol) Dragan Stojković (Nagoya Grampus Eight)                                        |
| 2000     | Daijiro Takakuwa (Kashima Antlers)      | Hong Myung-Bo (Kashiwa Reysol) Yutaka Akita (Kashima Antlers) Naoki Matsuda (Yokohama F. Marinos)                                                                            | Hiroaki Morishima (Cerezo Osaka) Shunsuke Nakamura (Yokohama F. Marinos) Tomokazu Myojin (Kashiwa Reysol) Junichi Inamoto (Gamba Osaka)                              | Akinori Nishizawa (Cerezo Osaka) Masashi Nakayama (Jubilo Iwata) Tuto (F.C. Tokyo)                             |
| 2001     | Arno van Zwam (Jubilo Iwata)            | Go Oiwa (Jubilo Iwata) Akira Narahashi (Kashima Antlers) Yutaka Akita (Kashima Antlers)                                                                                      | Mitsuo Ogasawara (Kashima Antlers) Takashi Fukunishi (Jubilo Iwata) Toshiya Fujita (Jubilo Iwata) Toshihiro Hattori (Jubilo Iwata) Koji Nakata (Kashima Antlers)     | Will (Consadole Sapporo) Atsushi Yanagisawa (Kashima Antlers)                                                  |
| 2002     | Hitoshi Sogahata (Kashima Antlers)      | Hideto Suzuki (Jubilo Iwata) Makoto Tanaka (Jubilo Iwata) Naoki Matsuda (Yokohama F. Marinos)                                                                                | Mitsuo Ogasawara (Kashima Antlers) Hiroshi Nanami (Jubilo Iwata) Takashi Fukunishi (Jubilo Iwata) Toshiya Fujita (Jubilo Iwata)                                      | Emerson (Urawa Red Diamonds) Masashi Nakayama (Jubilo Iwata) Naohiro Takahara (Jubilo Iwata)                   |
| 2003     | Seigo Narazaki (Nagoya Grampus Eight)   | Keisuke Tsuboi (Urawa Red Diamonds) Dutra (Yokohama F. Marinos) Yuji Nakazawa (Yokohama F. Marinos)                                                                          | Daisuke Oku (Jubilo Iwata) Takashi Fukunishi (Jubilo Iwata) Mitsuo Ogasawara (Kashima Antlers) Yasuhito Endo (Gamba Osaka)                                           | Emerson (Urawa Red Diamonds) Tatsuhiko Kubo (Yokohama F. Marinos) Ueslei (Nagoya Grampus Eight)                |
| 2004     | Yoichi Doi (F.C. Tokyo)                 | Marcos Tulio Tanaka (Urawa Red Diamonds) Dutra (Yokohama F. Marinos) Yuji Nakazawa (Yokohama F. Marinos)                                                                     | Makoto Hasebe (Urawa Red Diamonds) Mitsuo Ogasawara (Kashima Antlers) Daisuke Oku (Jubilo Iwata) Yasuhito Endo (Gamba Osaka)                                         | Emerson (Urawa Red Diamonds) Masashi Oguro (Gamba Osaka) Marques (Nagoya Grampus Eight)                        |
| 2005     | Motohiro Yoshida (Cerezo Osaka)         | Ilian Stoyanov (JEF United Chiba) Yuji Nakazawa (Yokohama F. Marinos) Marcos Tulio Tanaka (Urawa Red Diamonds)                                                               | Yuki Abe (JEF United Chiba) Mitsuo Ogasawara (Kashima Antlers) Yasuhito Endo (Gamba Osaka) Fernandinho (Gamba Osaka) Tatsuya Furuhashi (Cerezo Osaka)                | Hisato Satō (Sanfrecce Hiroshima) Araújo (Gamba Osaka)                                                         |
| 2006     | Yoshikatsu Kawaguchi (Jubilo Iwata)     | Akira Kaji (Gamba Osaka) Satoshi Yamaguchi (Gamba Osaka) Marcos Tulio Tanaka (Urawa Red Diamonds)                                                                            | Keita Suzuki (Urawa Red Diamonds) Yuki Abe (JEF United Chiba) Yasuhito Endo (Gamba Osaka) Kengo Nakamura (Kawasaki Frontale) Hiroyuki Taniguchi (Kawasaki Frontale)  | Washington (Urawa Red Diamonds) Magno Alves (Gamba Osaka)                                                      |
| 2007     | Ryōta Tsuzuki (Urawa Red Diamonds)      | Daiki Iwamasa (Kashima Antlers) Marcos Tulio Tanaka (Urawa Red Diamonds) Satoshi Yamaguchi (Gamba Osaka)                                                                     | Yuki Abe (Urawa Red Diamonds) Keita Suzuki (Urawa Red Diamonds) Yasuhito Endo (Gamba Osaka) Robson Ponte (Urawa Red Diamonds) Kengo Nakamura (Kawasaki Frontale)     | Juniho (Kawasaki Frontale) Baré (Gamba Osaka)                                                                  |
| 2008     | Seigo Narazaki (Nagoya Grampus)         | Atsuto Uchida (Kashima Antlers) Yuji Nakazawa (Yokohama F. Marinos) Marcos Tulio Tanaka (Urawa Red Diamonds) Daiki Iwamasa (Kashima Antlers) Satoshi Yamaguchi (Gamba Osaka) | Yoshizumi Ogawa (Nagoya Grampus) Yasuhito Endo (Gamba Osaka) Kengo Nakamura (Kawasaki Frontale)                                                                      | Marquinhos (Kashima Antlers) Atsushi Yanagisawa (Kyoto Sanga F.C.)                                             |
| 2009     | Eiji Kawashima (Kawasaki Frontale)      | Yuto Nagatomo (F.C. Tokyo) Marcos Tulio Tanaka (Urawa Red Diamonds) Atsuto Uchida (Kashima Antlers) Daiki Iwamasa (Kashima Antlers)                                          | Naohiro Ishikawa (F.C. Tokyo) Mitsuo Ogasawara (Kashima Antlers) Yasuhito Endo (Gamba Osaka) Kengo Nakamura (Kawasaki Frontale)                                      | Ryoichi Maeda (Jubilo Iwata) Shinji Okazaki (Shimizu S-Pulse)                                                  |
| 2010     | Seigo Narazaki (Nagoya Grampus)         | Tomoaki Makino (Sanfrecce Hiroshima) Marcos Tulio Tanaka (Nagoya Grampus) Takahiro Masukawa (Nagoya Grampus)                                                                 | Danilson Cordoba (Nagoya Grampus) Marcio Richardes (Albirex Niigata) Jungo Fujimoto (Shimizu S-Pulse) Yasuhito Endo (Gamba Osaka) Kengo Nakamura (Kawasaki Frontale) | Ryoichi Maeda (Jubilo Iwata) Joshua Kennedy (Nagoya Grampus)                                                   |
| 2011     | Seigo Narazaki (Nagoya Grampus)         | Naoya Kondo (Kashiwa Reysol) Hiroki Sakai (Kashiwa Reysol) Marcos Tulio Tanaka (Nagoya Grampus)                                                                              | Hiroshi Kiyotake (Cerezo Osaka) Jorge Wagner (Kashiwa Reysol) Yasuhito Endo (Gamba Osaka) Leandro Domingues (Kashiwa Reysol) Jungo Fujimoto (Nagoya Grampus)         | Joshua Kennedy (Nagoya Grampus) Mike Havenaar (Ventforet Kofu)                                                 |
| 2012     | Shusaku Nishikawa (Sanfrecce Hiroshima) | Hiroki Mizumoto (Sanfrecce Hiroshima) Yuichi Komano (Jubilo Iwata) Marcos Tulio Tanaka (Nagoya Grampus)                                                                      | Toshihiro Aoyama (Sanfrecce Hiroshima) Leandro Domingues (Kashiwa Reysol) Yasuhito Endo (Gamba Osaka) Yojiro Takahagi (Sanfrecce Hiroshima)                          | Yohei Toyoda (Sagan Tosu) Hisato Satō (Sanfrecce Hiroshima) Wilson (Vegalta Sendai)                            |
| 2013     | Shusaku Nishikawa (Sanfrecce Hiroshima) | Masato Morishige (F.C. Tokyo) Daisuke Nasu (Urawa Red Diamonds) Yuji Nakazawa (Yokohama F. Marinos)                                                                          | Yoichiro Kakitani (Cerezo Osaka) Toshihiro Aoyama (Sanfrecce Hiroshima) Hotaru Yamaguchi (Cerezo Osaka) Shunsuke Nakamura (Yokohama F. Marinos)                      | Yuya Osako (Kashima Antlers) Kengo Kawamata (Albirex Niigata) Yoshito Okubo (Kawasaki Frontale)                |
| 2014     | Shusaku Nishikawa (Urawa Red Diamonds)  | Kosuke Ota (F.C. Tokyo) Masato Morishige (F.C. Tokyo) Tsukasa Shiotani (Sanfrecce Hiroshima)                                                                                 | Yoshinori Muto (F.C. Tokyo) Léo Silva (Albirex Niigata) Yasuhito Endo (Gamba Osaka) Gaku Shibasaki (Kashima Antlers)                                                 | Patric (Gamba Osaka) Takashi Usami (Gamba Osaka) Yoshito Okubo (Kawasaki Frontale)                             |

### Nhiều lần có tên
| Số lần | Cầu thủ             | Câu lạc bộ                         |
| ------ | ------------------- | ---------------------------------- |
| 11     | Yasuhito Endo       | Gamba Osaka                        |
| 9      | Marcos Tulio Tanaka | Urawa Red Diamonds, Nagoya Grampus |
| 6      | Mitsuo Ogasawara    | Kashima Antlers                    |
| 6      | Seigo Narazaki      | Yokohama Flugels, Nagoya Grampus   |
| 6      | Yuji Nakazawa       | Tokyo Verdy, Yokohama F. Marinos   |
| 6      | Masami Ihara        | Yokohama F. Marinos                |
| 6      | Kengo Nakamura      | Kawasaki Frontale                  |
| 4      | Yutaka Akita        | Kashima Antlers                    |
| 4      | Naoki Soma          | Kashima Antlers                    |
| 4      | Hiroshi Nanami      | Jubilo Iwata                       |
| 4      | Masashi Nakayama    | Jubilo Iwata                       |
| 4      | Takashi Fukunishi   | Jubilo Iwata                       |

### Theo câu lạc bộ
| Số cầu thủ | Câu lạc bộ            |
| ---------- | --------------------- |
| 32         | Jubilo Iwata          |
| 32         | Kashima Antlers       |
| 24         | Urawa Red Diamonds    |
| 24         | Gamba Osaka           |
| 21         | Yokohama (F.) Marinos |
| 18         | Nagoya Grampus        |
| 18         | Tokyo Verdy           |
| 11         | Sanfrecce Hiroshima   |
| 10         | Kawasaki Frontale     |
| 9          | Shimizu S-Pulse       |
| 8          | Kashiwa Reysol        |
| 8          | F.C. Tokyo            |
| 8          | Cerezo Osaka          |
| 5          | Yokohama Flugels      |
| 4          | JEF United Chiba      |
| 3          | Bellmare Hiratsuka    |
| 2          | Albirex Niigata       |
| 1          | Sagan Tosu            |
| 1          | Vegalta Sendai        |
| 1          | Ventforet Kofu        |
| 1          | Kyoto Sanga           |
| 1          | Consadole Sapporo     |